# Mainbernheim
Mainbernheim è un comune tedesco di 2 334 abitanti, situato nel land della Baviera.

## Storia
Mainbernheim è attestata una prima volta nelle cronache nell'889, durante il regno di Arnolfo di Carinzia: la chiesa fu riconosciuta dall'influente vescovato della vicina Würzburg. La città fu sede di pedaggio dei duchi di Ansbach e dominio di quel ducato fino al 1367, quando ne entrò in possesso Venceslao di Lussemburgo re di Boemia, che nel 1382 le concesse i diritti di città. Mainbernheim ottenne infine il pieno rango di città, sebbene i privilegi fiscali degli Ansbach vennero conservati fino al 1795.